# Sakiewka (opowiadanie)
Sakiewka (fr. La Bourse) – opowiadanie Honoriusza Balzaka z 1832, należąca do Scen z życia prywatnego cyklu Komedia ludzka. 

## Czas powstania
Sakiewkę Balzac opatrzył datą "Paryż, maj 1832". Opowiadanie pisarz opublikował po raz pierwszy w 1832 roku w drugim wydaniu Scen z życia prywatnego. W 1835 roku przeniósł ją do Scen z życia paryskiego w Studiach obyczajowych. Tam też pozostała w wydaniu Charpentiera z 1839 roku. Do Scen z życia prywatnego powróciła w pierwszym wydaniu Komedii ludzkiej w 1842 roku. Utwór Balzac dedykował Zofce – zaprzyjaźnionej z nim Zofii Kozłowskiej, córce rosyjskiego dyplomaty.

## Treść
Malarz Hipolit Schinner przypadkowo, z powodu wypadku w atelier, trafia pod opiekę swoich sąsiadek - pani de Rouville i jej córki Adelajdy, w której się zakochuje. Obie panie żyją nader skromnie, przyjmują jednak bogatych przyjaciół. Zaginięcie, któregoś dnia, sakiewki w domu Adelajdy wzbudza podejrzenia malarza i czyni go głęboko nieszczęśliwym. Mając dodatkowo w pamięci docinki przyjaciół, zaczyna dostrzegać oznaki zła w okolicznościach, które dotąd interpretował na rzecz Adelajdy. Nie jest w stanie zrozumieć trybu życia ukochanej, lecz mimo tego nadal ją odwiedza. Adelajda wkrótce zwraca sakiewkę, odnowioną i pięknie ozdobioną, a w jej wnętrzu nie brakuje ani centyma. Natomiast mężczyźni, którzy zjawiali się w ubogim mieszkaniu kobiet, okazują się przyjaciółmi pani de Rouville i jej nieżyjącego męża. 

## Osoby występujące w utworze
- Hipolit Schinner – obiecujący młody malarz, który pragnie przywrócić matce radości życia towarzyskiego, których wyrzekła się na okres tak długi[3]. Jako znany artysta pojawia się w Pierwszych krokach, Piotrze Grassou, Kawalerskim gospodarstwie, a także w Bezwiednych aktorach, Albercie Savarus, Urzędnikach, Fałszywej kochance i Małych niedolach życia małżeńskiego[4].
- Adelajda Leseigneur de Rouville – przyszła baronowa Schinner, młoda zachwycająca dziewczyna o szlachetnych i skromnych manierach
- Baronowa Leseigneur de Rouville – wdowa, niegdyś niewątpliwie piękna, zmuszona przez okoliczności do skromnego życia. Jej mąż baron Leseigneur de Rouville zmarł w Batawii od ran odniesionych w potyczce morskiej z angielską fregatą. Zarówno Dyrektoriat, jak i Burboni odmawiali wdowie praw do renty po zmarłym[5].
- Książę Kergarouët – admirał, mężczyzna około sześćdziesięcioletni, choć niewyglądający nawet na pięćdziesiąt lat. Ruchy jego, wzięcie i maniery świadczyły, że nie zechciał się wyrzec ani rojalizmu, ani religii, ani kobiet[6]. Każdego wieczoru przychodzi do pań Leseigneur de Rouville w towarzystwie kawalera du Halga grać w pikietę i przegrywa znaczne sumy. Jego losy są opisane w Balu w Sceaux[5].

## Cechy utworu
Sakiewka jest jednym z wielu utworów, w których Balzak wieloaspektowo poruszył problem sztuki i artysty. Powieść łączy ten wątek z motywem obserwacji, której mistrzem według autora powinien być każdy malarz, oraz z motywem łatwości pomyłki nawet po bardzo starannej analizie i ocenie sytuacji. W ten sposób Sakiewka była w pierwszej kolejności dziełem o charakterze dydaktyczno-humorystycznym. Niejako w tle pojawiał się w niej jednak także motyw "ludzi zapomnianych" (rodzina de Rouville) - zasłużonych w czasach Cesarstwa, odrzuconych w czasie Restauracji, który powtarza się również na kartach powieści Vendetta czy Kawalerskie gospodarstwo.